# Boris Andreevič Uspenskij
Boris Andreevič Uspenskij (in russo Борис Андреевич Успенский?; Mosca, 1º marzo 1937) è un filologo, slavista e mitografo russo.

## Biografia
Boris Uspenskij si è laureato all'Università statale di Mosca nel 1960, dove ha anche insegnato fino al 1982, passando poi a università straniere prestigiose come la Harvard University, la Cornell University, l'Università di Vienna, l'Università di Graz; è stato inoltre visiting professor presso l'Università della Svizzera italiana. Ha concluso la carriera accademica presso l'Università degli Studi di Napoli "L'Orientale" come professore ordinario di Lingua e letteratura russa. Il suo lavoro è riconosciuto a livello internazionale, ed è membro di numerose accademie e scuole europee.
Uspenskij ha lavorato con Jurij Lotman e ne ha condiviso l'approccio e alcune idee.
Tra le sue opere principali ricordiamo Linguistic Situation in Kievan Rus and Its Importance for the Study of the Russian Literary Language (trad. it.: La situazione linguistica della Rus' di Kiev: il suo significato per la storia della lingua letteraria russa, a cura di Nicoletta Marcialis, Roma, Università di Roma Tor Vergata, 1990), Philological Studies in the Sphere of Slavonic Antiquities, and The Principles of Structural Topology. Sono piuttosto noti i suoi studi sulle icone russe, approfonditi in The Semiotics of the Russian Icon.

## Opere
- Boris Andreevič Uspenskij, Storia e semiotica, collana Studi stranieri, Bompiani, 1988, ISBN 9788845203732.
- Jurij Mihajlovič Lotman e Boris Andreevič Uspenskij, Tipologia della cultura, collana Saggi tascabili, Bompiani, 2001, ISBN 9788845247293.